# Мост в никуда (фильм, 2009)
«Мост в никуда» (англ. The Bridge to Nowhere) — фильм режиссёра Блэра Андервуда.

## Сюжет
Кевин, Брайан, Крис, Дэрик и Эдди дружат с самого детства. Им по двадцать шесть лет и живут они в Питтсбурге на жалкие гроши, которые получают выполняя свою работу и иногда подрабатывая мелкими преступлениями, например, продажей марихуаны или спиртных напитков на вечеринках.
Они решают разбогатеть с помощью эскорт-проституции. Теперь жизнь налаживается и бизнес успешно развивается. Никто из них не хочет задумываться над тем, куда может привести такой способ зарабатывать деньги.

## В ролях
- Винг Рэймс — Нейт
- Бижу Филлипс — Джаспер
- Дэнни Мастерсон — Кэвин
- Бен Краули — Брайан
- Дэниэл Лондон — Крис
- Томас Йен Николас — Эдди
- Александра Брекенридж — Сиенна
- Шон Дерри
- Энни Китрал — мама Брайана

## Дополнительные факты
- Слоган: Once you cross over, there’s no coming back